# First Kid
First Kid (bra: Enlouquecendo Meu Guarda-costas; prt: Guarda-Costas, Ama-Seca) é um filme de comédia pastelão lançado em 1996, dirigido por David Mickey Evans, estrelando Sinbad e Brock Pierce. Foi filmado em Richmond, Virgínia.

## Enredo
Sam Simms (Sinbad) é um agente do serviço secreto designado por seu superior Wilkes (Robert Guillaume) para proteger para o presidente Paul Davenport (James Naughton) seu rebelde filho de 13 anos de idade, Luke Davenport (Brock Pierce) após o comportamento de Luke fazer com que outro agente Woods (Timothy Busfield) fosse substituído por maltratar Luke na frente de câmeras de mídia. Woods, depois é despedido por falhar no trabalho. Simms vê essa tarefa como indesejável, mas um possível trampolim para proteger o presidente. Ele não consegue se conectar com o menino no início, e Luke continua a se comportar mal, incluindo um incidente em que ele lança veneno de seu animal de estimação, uma cobra, em uma festa na Casa Branca. Depois de ver Luke ser espancado pelo valentão da escola Rob (Zachery Ty Bryan), Simms sente pena dele - ele se sentia sozinho quando era adolescente, também (de perder seu pai no Vietnã) - e eles se tornam amigos. Simms, um ex-campeão de boxe, concorda a esgueirar-se Luke contra os desejos do chefe de segurança Morton (Art LaFleur) e ensiná-lo a lutar.
Enquanto isso, Luke sofre por pedir a garota mais bonita, Katie, para o baile da escola, que ele finalmente tem sucesso com a ajuda de Simms. Na noite da dança, uma mochila é deixado de fora da Casa Branca e Luke não é permitido ir, devido ao risco de segurança, mesmo que seus pais lhe deram permissão. Simms tem pena dele e, quebrando as regras novamente, ele o leva para a dança. Lá, Rob tenta atacar Luke novamente enquanto Simms é distraído, mas desta vez Luke coloca-lo para baixo.
Depois disso, os agentes do Serviço Secreto estourar o baile da escola e recuperar Luke. Simms é demitido e não tem permissão para falar com Luke, que imagina que seu amigo, aparentemente, "abandonou" ele. Luke, [sob prisão domiciliar] e com um dispositivo de localização ligado a ele, recebe conselhos de um amigo on-line, Mongoose12, sobre como escapar da Casa Branca e se encontrar com ele em um shopping local. Luke concorda, mas é revelado que Mongoose12 era de fato o ex-agente Woods, que lhe seqüestra. Quando Luke é procurado, Simms é dada uma outra chance de protegê-lo. Com a ajuda de um amigo, ele rapidamente encontra Luke no shopping. Em um impasse, Woods diz que estava pensando em levar Luke ao presidente para que ele pudesse ser um herói e conseguir seu emprego de volta, mas agora ele quer matá-lo em seu lugar. Ele culpa Luke por fazê-lo perder o emprego, e até mesmo sua esposa. Woods tenta atirar Simms, mas ele falha e uma vez que Woods está sem balas, Simms derruba com um direito uppercut. Como outros agentes chegam, Woods tenta atirar Luke com outra arma, Simms leva um tiro no braço que foi destinado para Luke e Woods também é baleado e subjugado por outros que chegam, agentes do Serviço Secreto, acusado de seqüestro, assalto, incêndio criminoso e tentativa de homicídio.
Na cena final do filme, Simms é oferecido dever Presidencial que ele recusa, a fim de ficar como professor de biologia de Luke. Luke é liberado de seu último castigo, e ao jogar hóquei de rua com os amigos, bate e atinge a testa de Simms, que se seguiu em uma perseguição entre Simms e Luke.

## Elenco
- Sinbad como Sam Simms
- Brock Pierce como Luke Davenport
- James Naughton como Presidente Paul Davenport
- Timothy Busfield como Woods
- Art LaFleur como Morton
- Robert Guillaume como Wilkes
- Lisa Eichhorn como Linda Davenport
- Blake Boyd como Dash
- Erin Williby como Katie
- Zachery Ty Bryan como Rob
- Bill Cobbs como Speet
- Sonny Bono como em uma aparição como ele mesmo.
- Sean "Oleus" Sullivan como garoto na perseguição no shopping
- Bill Clinton em uma aparição como ele mesmo.

O filme acaba por ser a aparição final no cinema de Sonny Bono, que, na época do lançamento do filme, estava servindo na Câmara dos Deputados. Sonny desempenha-se como um congressista que vai para a Casa Branca para visitar o presidente. Simms bate nele (literalmente) fora do Salão Oval e joga os filhotes sobre ele.

## Classificação
- Quando First Kid foi classificado para lançamento de vídeo pelo BBFC, um minuto e trinta e um segundos foram cortados, devido ao ataque de reféns no shopping. Na época, o BBFC sentiu que isso e o súbito ataque de violência eram intensos demais para um certificado 'PG' (Orientação dos Responsáveis). Em 2002, todos os cortes foram dispensados para uma classificação 'PG'.[carece de fontes?]

## Recepção

### Bilheteria
O filme estreou na posição 3, atrás de The Crow: City of Angels e Tin Cup. Ele fez pouco mais de US$ 8,4 milhões em vendas de ingressos em 1.878 telas.

### Resposta da crítica
O Rotten Tomatoes dá ao filme uma pontuação de 20%, com base em comentários de 15 críticos.[4] No Metacritic tem uma pontuação de 48% com base em comentários de 14 críticos, indicando "críticas mistas ou médias". O público pesquisado pelo CinemaScore deu ao filme uma nota "B" na escala de A a F.

## Locações
- As cenas no shopping foram filmadas no Tysons Galleria em Tysons Corner, Virgínia.
- Algumas cenas foram filmadas na St. Catherine's School, Richmond, Virgínia.
- As cenas de dança foram filmadas na Harry F Byrd Middle School, em Richmond, para o logotipo dos senadores nas paredes e piso de ginásio.